# Göksnåre
Göksnåre este o arie protejată (arie specială de conservare — SAC, sit de importanță comunitară — SCI) din Suedia întinsă pe o suprafață de 24,8 ha, integral pe uscat.

## Localizare
Centrul sitului Göksnåre este situat la coordonatele 60°28′02″N 18°00′02″E / 60.4672°N 18.0005°E.

## Înființare
Situl Göksnåre a fost declarat sit de importanță comunitară în aprilie 2004 pentru a proteja 1 specie de plante. Situl a fost protejat și ca arie specială de conservare în martie 2011.

## Biodiversitate
Situată în ecoregiunea boreală, aria protejată conține 3 habitate naturale: Taiga vestică, Fânețe de joasă altitudine (Alopecurus pratensis, Sanguisorba officinalis), Păduri fino-scandinave bogate în ierburi cu Picea abies.
La baza desemnării sitului se află o specie protejată de  plante: papucul doamnei (Cypripedium calceolus).